# Onobrychis elymaitiaca
Onobrychis elymaitiaca är en ärtväxtart som beskrevs av Pierre Edmond Boissier och Heinrich Carl Haussknecht. Onobrychis elymaitiaca ingår i släktet esparsetter, och familjen ärtväxter. Inga underarter finns listade i Catalogue of Life.